# Al Oruba Sports Club
Maillots
Actualités
Le Al Oruba Sports Club (en arabe : نادي العروبة الرياضي), plus couramment abrégé en Al Oruba, est un club omani de football fondé en 1970 et basé à Sur.

## Historique
Fondé en 1970 dans la ville de Sur, Al Oruba est un des clubs les plus réguliers du sultanat d'Oman. Il devient performant à partir du milieu des années 1990. Son premier trophée national est une Coupe du Sultan Qaboos, remportée en 1994. Il remporte son premier titre de champion en 2000 et réalise même le doublé Coupe-championnat en 2002. Plus récemment, Al Oruba a remporté un championnat en 2008 et une Coupe d'Oman en 2010.
Ces succès ont permis au club de participer à plusieurs reprises aux compétitions continentales. Cette régularité n'est cependant pas suivie de résultats probants puisque toutes les apparitions du club au niveau international se sont achevées dès le premier tour.
Le club détient par ailleurs le record de titres en Supercoupe d'Oman, avec quatre trophées remportés. Al Oruba a gagné les quatre finales qu'il a disputées dans cette compétition.

## Palmarès
| \| - Championnat d'Oman (4) : - Vainqueur : 1999-00, 2001-02 et 2007-08 et 2014-15. - Vice-champion : 1991-92, 2004-05 et 2006-07. - Coupe du Sultan Qaboos (4) : - Vainqueur : 1994, 2002, 2010 et 2014-15. - Finaliste : 1998, 2001 et 2019-20. \| \| - Supercoupe d'Oman (4) : - Vainqueur : 2000, 2002, 2008 et 2011. \| |  |                                                                   |
| - Championnat d'Oman (4) : - Vainqueur : 1999-00, 2001-02 et 2007-08 et 2014-15. - Vice-champion : 1991-92, 2004-05 et 2006-07. - Coupe du Sultan Qaboos (4) : - Vainqueur : 1994, 2002, 2010 et 2014-15. - Finaliste : 1998, 2001 et 2019-20.                                                                               |  | - Supercoupe d'Oman (4) : - Vainqueur : 2000, 2002, 2008 et 2011. |

## Grands joueurs
- Frank Seator
- Fábio (2005–06)